# Renesanční most (Brandýs nad Labem)
Renesanční kamenný most v Brandýse nad Labem se rozpíná nad starým ramenem Labe a spojuje ulici Na Celné s brandýským říčním ostrovem. Od 3. května 1958 je kulturní památkou.

## Historie
Před renesančním mostem tu stál již od roku 1317 starší most, ležící na Lužické stezce, spojující Prahu se severní Evropou. Projektem na stavbu nového mostu byl pověřen Matteo Borgorelli, jenž pracoval na dvoře Ferdinanda I. a který je mimo jiné autorem zámku, pod kterým se most nachází. Jednalo se o dřevěný záplavový most s kamennými pilíři. S výstavbou se začalo v roce 1568 a o rok později byla dokončena.
V letech 1600-1604 byl most pod vedením architekta Ettora de Vaccani přestavěn. Vznikl zde kamenný klenutý most, patřící ve své době k největším mostním dílům v Čechách, ze kterého se dochovala jen část přes mlýnský náhon se dvěma oblouky z pečlivě opracovaných kamenných kvádrů. Z mostní konstrukce přes samotné labské řečiště se zachovaly krajní opěry, které byly odhaleny roku 2009. Sneseny byly ve 30. letech 20. století z důvodu regulace řeky i nárůstu dopravy. Labe ve městě dnes protíná pouze Most Generála Lišky. Nejstarší vyobrazení most pochází z veduty od Matthäuse Meriana (1640). Na mostě stojí socha svatého Jana Nepomuckého.